# فینال جام حذفی فوتبال ایران ۱۴۰۳
فینال جام حذفی فوتبال ایران ۱۴۰۳ سی و هفتمین فصل از رقابت‌های جام حذفی ایران است. این مسابقه در تاریخ ۳۱ خرداد ۱۴۰۳ میان مس رفسنجان و سپاهان در ورزشگاه آزادی، تهران برگزار شد. این اولین بار در تاریخ جام حذفی بود که یک دیدار با استفاده از کمک‌داور ویدئویی برگزار می‌شد و همچنین بعد از برگزاری دو تقابل پرسپولیس و استقلال در لیگ برتر با حضور کمک‌داور ویدئویی، این اولین رقابت باشگاهی ایران به جز شهرآورد تهران است که با این تکنولوژی برگزار شد.
در حالی که سپاهان سابقه ۴ دوره قهرمانی در این رقابت‌ها را دارد، مس رفسنجان برای نخستین بار به فینال جام حذفی راه یافته بود.

## تیم‌ها
| تیم        | حضورهای قبلی در فینال                  |
| ---------- | -------------------------------------- |
| سپاهان     | ۴ (۸۳–۱۳۸۲، ۸۵–۱۳۸۴، ۸۶–۱۳۸۵، ۹۲–۱۳۹۱) |
| مس رفسنجان | نخستین                                 |

اعداد پررنگ نشان‌دهنده قهرمانی در این فصل است.

## زمینه
پیش از برگزاری قرعه‌کشی مرحله یک‌چهارم نهایی جام حذفی ۰۳–۱۴۰۲، امیرحسین روشنک، مسئول برگزاری مسابقات جام حذفی اعلام کرد که فینال جام حذفی در یکی از ورزشگاه‌های استان کرمان برگزار خواهد شد. اما با حضور دو تیم کرمانی (گل‌گهر سیرجان و مس رفسنجان) در مرحله یک‌چهارم نهایی، چنانچه یکی از این دو تیم به فینال راه پیدا کند، طبق قوانین برگزاری مسابقات، محل برگزاری فینال به یک استان بی‌طرف تغییر می‌کند. اما اگر هر دو تیم کرمانی به فینال راه پیدا کنند، بازی فینال در شهر کرمان برگزار می‌شود.
پس از برگزاری مرحله نیمه‌نهایی و راه‌یابی سپاهان و مس رفسنجان به مسابقات، سازمان لیگ فوتبال ایران اعلام کرد مسابقه فینال در ورزشگاه سردار آزادگان در قزوین برگزار خواهد شد.
این تصمیم با اعتراض هر دو تیم مواجه شد و طی مدت کوتاهی بعد از اعلام میزبانی قزوین، تعدادی از اعضای دو تیم، اعم از سرمربی، اعضای کادر فنی و تعدادی از بازیکنان دو تیم به این تصمیم اعتراض کردند. اصلی‌ترین دلیل این اعتراض، کیفیت چمن ورزشگاه توسط اعضای دو تیم عنوان می‌شد. همچنین دو تیم خواستار برگزاری فینال با استفاده از کمک‌داور ویدئویی بودند که پیش از این فقط در ورزشگاه آزادی و نقش جهان مورد استفاده قرار گرفته بود؛ بنابراین دو تیم خواستار برگزاری بازی در ورزشگاه آزادی شدند. با وجود اعتراض‌ها سازمان لیگ اعلام کرد که فینال قطعاً در قزوین برگزار خواهد شد؛ زیرا ورزشگاه آزادی به دلیل پایان مسابقات لیگ برتر در حال بازسازی و تعمیرات است و شرایط خوبی برای میزبانی ندارد. همچنین روشنک اعلام کرد که از ورزشگاه سردار آزادگان بازدید انجام شده و شرایط بسیار خوبی هم دارد.
اما به فاصله دو روز به برگزاری مسابقه فینال، روابط عمومی فدراسیون فوتبال اعلام کرد که فینال در ورزشگاه آزادی و با استفاده از کمک‌داور ویدئویی برگزار خواهد شد.
در واقع پس از برگزاری دو شهرآورد تهران در لیگ برتر با استفاده از کمک‌داور ویدئویی، فیفا اجازه برگزاری بازی‌های گزینشی لیگ برتر با این فناوری را به ایران نداد تا زمانی که این شرایط برای همه باشگاه‌های لیگ برتری فراهم شود. فدراسیون فوتبال که قصد داشت هفته‌های پایانی و حساس لیگ برتر را با کمک‌داور ویدئویی برگزار کند با مخالفت فیفا رو به رو شد و از مدت‌ها قبل از فینال جام حذفی در تلاش بود تا این اجازه را برای فینال جام حذفی از فیفا دریافت کند.
در نهایت با کسب این مجوز، فدراسیون فوتبال تصمیم سازمان لیگ را تغییر داد و برگزاری فینال در ورزشگاه آزادی را تأیید کرد.

## مسیر تا فینال

### سپاهان
| مرحله                      | حریف                | نتیجه      |
| -------------------------- | ------------------- | ---------- |
| یک‌شانزدهم نهایی            | شمس‌آذر (خ)          | ۰–۳        |
| یک‌هشتم نهایی               | استقلال ملاثانی (م) | ۱–۲ (و.ا.) |
| یک‌چهارم نهایی              | ملوان (خ)           | ۰–۱        |
| نیمه‌نهایی                  | گل‌گهر سیرجان (خ)    | ۱–۲        |
| (خ) = میزبان؛ (م) = میهمان |                     |            |

### مس رفسنجان
| مرحله                      | حریف               | نتیجه              |
| -------------------------- | ------------------ | ------------------ |
| یک‌شانزدهم نهایی            | استقلال (خ)        | ۰–۲                |
| یک‌هشتم نهایی               | پیکان (خ)          | ۱–۱ (و.ا.) (۵–۴ پ) |
| یک‌چهارم نهایی              | تراکتور (م)        | ۰–۱ (و.ا.)         |
| نیمه‌نهایی                  | آلومینیوم اراک (م) | ۱–۱ (و.ا.) (۴–۲ پ) |
| (خ) = میزبان؛ (م) = میهمان |                    |                    |

## پیش از بازی

### سپاهان
سپاهان در فصل ۰۳–۱۴۰۲، روند پر فراز و نشیبی و را پشت سر گذاشت.
سپاهان در نقل و انتقالات تابستانی عملکرد چشمگیری داشت و با این شرایط توسط بسیاری از رسانه‌ها و کارشناسان، بخت اول قهرمانی در لیگ برتر به‌شمار می‌رفت.
سپاهان لیگ برتر را با روندی عالی آغاز کرد و ۴ برد پیاپی در ۴ هفته ابتدایی به دست آورد. اما در حالی که بازی هفته پنجم آنها به دلیل حضور سپاهان در لیگ قهرمانان آسیا به تعویق افتاده بود، ۵ روز قبل از برگزاری اولین بازی سپاهان در لیگ قهرمانان، کمیته انضباطی فدراسیون فوتبال، سپاهان را به دلیل عدم رعایت مقررات سقف بودجه، با جریمه مالی و کسر ۴ امتیاز مواجه کرد. این رای در راستای شکایت سه باشگاه از باشگاه سپاهان صادر شد.
در حالی که این رای حواشی و اعتراضات زیادی برای سپاهان دربرداشت، دومین بازی سپاهان در لیگ قهرمانان هم حواشی دیگری برای باشگاه سپاهان ایجاد کرد.
دیدار سپاهان و الاتحاد در هفته دوم لیگ قهرمانان آسیا که قرار بود در ورزشگاه نقش جهان برگزار شود با اعتراض اعضای باشگاه الاتحاد به وجود یک مجسمه از قاسم سلیمانی در کنار زمین بازی از حضور در زمین مسابقه انصراف داد و ورزشگاه را به مقصد فرودگاه ترک کرد. در حالی که دو تیم یک بار برای تمرین وارد زمین شده و به رختکن برگشته بودند تا برای بازگشت به زمین و شروع مسابقه آماده شوند، پس از ورود بازیکنان سپاهان و داوران به زمین مسابقه، اعضای تیم الاتحاد از ورود به زمین خودداری کردند و از ورزشگاه خارج شدند. پس از یک ماه کنفدراسیون فوتبال آسیا رای خود را در مورد این بازی برگزار نشده اعلام کرد و ضمن جریمه مالی سپاهان، بازی را با نتیجه ۳–۰ به سود الاتحاد اعلام کرد.
همین حواشی باعث شد سپاهان در بازگشت به روند خوب خود در لیگ برتر به مشکل بخورد. آنها در لیگ برتر به پنجمین برد پیاپی و در لیگ قهرمانان به اولین برد خود در سومین بازی رسیدند اما در بازگشت به لیگ برتر با یک تساوی مقابل نساجی اولین بازی بدون برد خود را به ثبت رساندند و با باخت خانگی مقابل ملوان اولین باخت خود را تجربه کردند و با امتیازات کسر شده از این تیم با دو رده بالای جدول فاصله گرفتند.
پس از برد ۹–۰ سپاهان مقابل آلمالیق در لیگ قهرمانان که بهترین برد یک تیم ایرانی در تاریخ لیگ قهرمانان لقب گرفت، سپاهان باز هم روند خوب خود را در لیگ برتر از سر گرفت. آنها ضمن قطعی کردن صعود خود به مرحله حذفی لیگ قهرمانان، ۵ برد پیاپی در لیگ برتر به دست آوردند که پس از پایان لیگ برتر یک رکورد به حساب آمد. اما هفته بعد با باخت غیرمنتظره سپاهان در خانه مقابل آلومینیوم اراک، روند باخت‌های پیاپی سپاهان شروع شد. سپاهان در بازی معوقه خود مقابل گل‌گهر سیرجان، بازی پایانی نیم‌فصل اول مقابل شمس‌آذر و دو بازی مرحله حذفی لیگ قهرمانان مقابل الهلال شکست خورد و ضمن حذف از لیگ قهرمانان آسیا، در حالی که موفق شده بود صدر جدول را پس بگیرد، پس از یک هفته در آخرین هفته نیم‌فصل اول صدر جدول را از دست داد. کمیته استیناف پیش از بازی معوقه سپاهان مقابل گل‌گهر، امتیازات کسر شده از سپاهان را به این تیم برگرداند اما ۶ بازیکن این تیم را به دلیل مشکل در قرارداد، از حضور در این بازی محروم کرد.
دو بازی اول نیم‌فصل دوم سپاهان به دلیل بازی این تیم مقابل الهلال به تعویق افتاد تا سپاهان فصل را با بازی مقابل استقلال در تهران آغاز کند. سپاهان در این بازی با ششمین شکست پیاپی خود در مجموع رقابت‌های لیگ برتر و لیگ قهرمانان، فاصله بیشتری با صدر جدول پیدا کرد تا عملاً رقابت قهرمانی میان استقلال و پرسپولیس شکل بگیرد.
پس از این بازی، سپاهان بالاخره در اولین بازی خود در جام حذفی موفق به پیروزی شد اما در بازگشت به لیگ برتر با یک باخت خانگی دیگر مقابل پیکان، پنجمین باخت پیاپی خود در لیگ را به ثبت رساند. پس از این نتایج، سپاهان در ادامه فصل پر فراز و نشیب خود، روند بی‌ثباتی را پشت سر گذاشت و علیرغم کسب چند برد در ادامه رقابت‌ها، با تساوی یا باخت در بازی‌های مهم، در هفته بیست و هفتم، رسماً شانس قهرمانی را از دست داد و در رتبه سوم لیگ برتر قرار گرفت.
پس از از دست رفتن دو جام فصل برای سپاهان، تنها امید این تیم به کسب جام در این فصل، قهرمانی در جام حذفی بود. سپاهان برخلاف لیگ قهرمانان و لیگ برتر، در جام حذفی روند ثابت و خوبی را پشت سر گذاشت و با ۴ برد پیاپی به فینال رسید.
آخرین قهرمانی سپاهان به لیگ برتر ۹۴–۱۳۹۳ بازمی‌گردد و انگیزه سپاهان برای کسب جام پس از ۹ فصل در این فینال زیاد است. همچنین سپاهان پس از قهرمانی در جام حذفی ۹۲–۱۳۹۱، پس از ۱۱ سال موفق به صعود به فینال جام حذفی شده است. سپاهان پنجمین حضور خود در فینال جام حذفی را تجربه می‌کند و در هر ۴ فینال قبلی موفق به کسب عنوان قهرمانی شده و سومین تیم پر افتخار جام حذفی به‌شمار می‌آید. آنها با صعود به فینال و همچنین صعود مس رفسنجان به فینال، سهمیه پلی‌آف لیگ قهرمانان نخبگان آسیا ۲۵–۲۰۲۴ را به دست آوردند. چون مس رفسنجان به دلیل عدم کسب مجوز لیگ نخبگان آسیا، در صورت قهرمانی این تیم در جام حذفی هم این سهمیه به تیم سوم لیگ برتر یعنی سپاهان می‌رسد.

### مس رفسنجان
مس رفسنجان که فصل گذشته در رتبه پنجم لیگ برتر به کار خود پایان داد، فصل جدید را با روند متفاوتی پشت سر گذاشت.
مس رفسنجان در نیم‌فصل اول با کسب ۴ برد و ۳ تساوی از ۱۵ بازی در رتبه دهم جدول قرار گرفت. همین اتفاق باعث شد آنها با ساکت الهامی قطع همکاری کرده و محرم نویدکیا سرمربی‌گری مس رفسنجان را بر عهده گرفت.
اولین شگفتی مس رفسنجان با نویدکیا در جام حذفی رقم خورد. مس رفسنجان در اولین بازی خود در جام حذفی، میزبان استقلال بود. بازی‌ای که با برد ۲–۰ مس رفسنجان همراه شد و همزمان با صعود مس به مرحله بعد و حذف ناباورانه استقلال، نویدکیا از ۴ بازی ابتدایی خود با مس رفسنجان به ۲ برد و ۲ تساوی رسید. این شکست ناپذیری مس به ۱۲ بازی در مجموع لیگ برتر و جام حذفی رسید. اما به دلیل چند باخت در هفته‌های پایانی لیگ و البته تساوی‌های پرتعداد، این تیم مانند نیم‌فصل اول در رده دهم به کار خود پایان داد.
اما در جام حذفی، روند شکست ناپذیری و شگفتی سازی مس ادامه پیدا کرد. آنها پس از حذف استقلال، پیکان، تراکتور و آلومینیوم اراک را هم از رقابت‌ها حذف کرد تا برای اولین بار در تاریخ خود به فینال راه پیدا کند.
در اردیبهشت ماه ۱۴۰۳ بود که در اواخر فصل، بحث فساد در باشگاه فوتبال مس رفسنجان مطرح شد و ماه‌ها، ابعاد بسیاری از فساد در فوتبال ایران در این پرونده بررسی و افشا شد. این پرونده که در مورد فساد مدیریت پیشین باشگاه و توسط شرکت ملی صنایع مس ایران، مالک باشگاه، گزارش شد، حواشی بسیاری را در اواخر فصل برای باشگاه به همراه داشت و گمانه‌زنی‌هایی در مورد احتمال جریمه، محرومیت یا سقوط این تیم به دسته پایین‌تر را مطرح کرد و در دل همین حواشی بود که مس رفسنجان به فینال جام حذفی صعود کرد.
پیش از این، بهترین نتیجه مس رفسنجان در جام حذفی، دو دوره حضور در مرحله یک‌چهارم نهایی بود.
در جام حذفی ۸۸–۱۳۸۷، مس رفسنجان که در آن سال‌ها در لیگ آزادگان حضور داشت، با حذف تیم‌های لیگ برتری مس کرمان، استقلال و ملوان به مرحله یک‌چهارم نهایی رسید و شگفتی ساز جام لقب گرفت اما در این مرحله مقابل صبای قم شکست خورد و حذف شد. در جام حذفی ۰۱–۱۴۰۰ هم که مس دومین فصل حضورش در لیگ برتر را تجربه می‌کرد، بار دیگر با حذف تراکتور و پدیده به یک‌چهارم نهایی رسید اما این بار تیم شگفتی‌ساز جام، خلیج فارس ماهشهر بود که با برد مقابل مس رفسنجان به نیمه‌نهایی رسید.
مس رفسنجان که تا به حال در سطح اول فوتبال ایران افتخاری کسب نکرده، امیدوار است در ادامه روند شگفتی‌ساز خود مقابل سپاهان هم به پیروزی برسد و در اولین فینال خود به قهرمانی برسد.

## بازی
| سپاهان                    | ۲–۰ | مس رفسنجان |
| ------------------------- | --- | ---------- |
| شهریار مغانلو ۷'، ۲۲' (پ) |     |            |

| داور: بیژن حیدری کمک داوران: فرهاد فرهادپور علیرضا مرادی کمک‌داوران ویدئویی: موعود بنیادی‌فر مهسا قربانی داور چهارم: وحید کاظمی |